# Claudia Valeggia
Claudia Valeggia es una bióloga e investigadora argentina. 
En 2011 fue una de los 94 ganadores de los Premios Presidenciales para Científicos e Ingenieros Jóvenes, otorgados por el gobierno estadounidense a investigadores que están en las etapas iniciales de su carrera.

## Trayectoria

### Formación académica
Una vez finalizada su graduación como bióloga en Argentina, se trasladó a la Universidad de California donde cursó una maestría que concluyó en 1995 y comenzó un doctorado en el Centro Nacional de Primates sobre el comportamiento animal de los monos tití macho y hembra, en especial la biología reproductiva y el contexto social de esta especies. 

### Premio Pecase
El premio, otorgado en 2011 por el presidente Barack Obama, le fue concedido por su desempeño en comunidades de las etnias toba y wichís de las provincias argentinas de Formosa y Chaco. Su investigación se centró en la interacción entre la biología y la cultura en momentos importantes de transición en la vida de las mujeres, como por ejemplo en el comienzo de la menopausia o de la pubertad.

Cuando me enteré de la noticia, me quedé sin palabras. Tan grande es el honor y el impulso para mis investigaciones...
Claudia Valeggia